# Bactrocera arecae
Bactrocera arecae är en tvåvingeart som först beskrevs  1954 av Elmo Hardy och Mariam Adachi. Arten ingår i släktet Bactrocera och familjen borrflugor. Arten är känd från södra Thailand, västra Malaysia och Singapore. Inga underarter finns listade.